# Carex polysticha
Carex polysticha é uma espécie do gênero Carex.

## Taxonomia
Os seguintes sinônimos já foram catalogados:  
- Carex hystericina underwoodii  (Britton) Kük.
- Carex loefgreni  Boeckeler
- Carex underwoodii  Britton
- Carex pseudocyperus polysticha  (Boeckeler) Kük.

## Forma de vida
É uma espécie terrícola e herbácea. 

## Descrição
Ela tem colmos de 50-110 centímetros de comprimento e bainhas basais avermelhadas a castanhas, decompostas em fibras. Ela tem folhas de 3-7 milímetros de largura. As glumas femininas tem ~ 2 milímetros de comprimento, com utrículos de 4,5-6 × 1,5-3,5 milímetros, muito mais longos que as glumas. O bico é de 1-2 milímetros, e as nervuras dos utrículos  entram até a metade do bico. 
| Caule            | Caule |
| ---------------- | --- |
| estipe           | trígono/escaberulento distalmente                                                                                                |
| rizoma           | elongado/planta não cespitosa |
| Folha            | |
| folha            | conduplicada/septada |
| Inflorescência   | |
| inflorescência   | racemosa/às vezes proximal espiga distante                                                                                       |
| bráctea          | sem bainha |
| proximal bráctea | folha similar/mais longa que as inflorescência                                                                                   |
| espiga lateral   | densa/feminina/andrógino/oblonga/cilíndrica/ereta/pendente/séssil/pedunculada/utrículo horizontal                                |
| espiga terminal  | masculina/ginecandra/oblonga/clavada/estreitamente lanceolada/séssil/subséssil                                                   |
| Flor             | |
| gluma femininida | elíptica/hialina/esverdeada/estramínea/claro castanha/avermelhado castanha/purpúrea/com verde nervura-central/mucronada/aristada |
| estigma          | 3 |
| Fruto            | |
| utrículo         | ovado/trígono/glabro/nervado |
| bico do utrículo | elongado/atenuado/bífido/liso/escabro                                                                                            |
| núcula           | trígona |

## Distribuição
A espécie é encontrada nos estados brasileiros de Distrito Federal, Minas Gerais, Paraná, Rio de Janeiro, Rio Grande do Sul, Santa Catarina e São Paulo. 
Em termos ecológicos, é encontrada nos  domínios fitogeográficos de Mata Atlântica e Pampa, em regiões com vegetação de  campo limpo.